# Alec Baldwin
Alexander Rae "Alec" Baldwin III (sinh ngày 3 tháng 4 năm 1958) là một diễn viên Hoa Kỳ, anh là người nhiều tuổi nhất trong các anh em nhà Baldwin nổi tiếng ở Hollywood; một gia đình đình đám và có nhiều đóng góp cả cho truyền hình và điện ảnh suốt hai thập kỷ cuối của thế kỷ 20. Anh từng được đề cử Giải Oscar và Giải Emmy cũng như Giải Quả cầu vàng. Anh là người dẫn chương trình sáng giá của chương trình Saturday Night Live suốt một thời gian dài.

## Sự nghiệp

### Vụ tai nạn trên phim trườngRust
Vào ngày 21 tháng 10 năm 2021, khi đang ghi hình trên trường quay phim Rust tại nông trại Bonanza Creek Ranch ở thành phố Santa Fe, New Mexico, khẩu súng đạo cụ mà Baldwin sử dụng đã bất ngờ phát nổ, khiến nhà quay phim Halyna Hutchins thiệt mạng và đạo diễn Joel Souza trọng thương. Nam diễn viên đã bị đưa đi thẩm vấn và được thả không lâu sau đó. Hiện tại sự việc vẫn đang trong quá trình điều tra nhằm làm rõ nguyên nhân.

## Phim sử
| Năm  | Phim                                                    | Vai diễn                         | Ghi chú       |
| ---- | ------------------------------------------------------- | -------------------------------- | ------------- |
| 1987 | Forever, Lulu                                           | Buck                             |               |
| 1988 | She's Having a Baby                                     | Davis McDonald                   |               |
| 1988 | Beetlejuice                                             | Adam Maitland                    |               |
| 1988 | Married to the Mob                                      | Frank de Marco                   |               |
| 1988 | Working Girl                                            | Mick Dugan                       |               |
| 1988 | Talk Radio                                              | Dan                              |               |
| 1989 | Great Balls of Fire!                                    | Jimmy Swaggart                   |               |
| 1989 | Tong Tana                                               | Narrator                         | Phim tài liệu |
| 1990 | The Hunt for Red October                                | Jack Ryan                        |               |
| 1990 | Miami Blues                                             | Frederick J. Frenger Jr.         |               |
| 1990 | Alice                                                   | Ed                               |               |
| 1991 | The Marrying Man                                        | Charley Pearl                    |               |
| 1992 | Prelude to a Kiss                                       | Peter Hoskins                    |               |
| 1992 | Glengarry Glen Ross                                     | Blake                            |               |
| 1993 | Malice                                                  | Dr. Jed Hill                     |               |
| 1994 | The Getaway                                             | Carter 'Doc' McCoy               |               |
| 1994 | The Shadow                                              | Lamont Cranston/The Shadow       |               |
| 1995 | Two Bits                                                | Narrator                         |               |
| 1996 | Wild Bill: Hollywood Maverick                           | Narrator                         | Phim tài liệu |
| 1996 | The Juror                                               | Teacher                          |               |
| 1996 | Heaven's Prisoners                                      | Dave Robicheaux                  |               |
| 1996 | Looking for Richard                                     |                                  | Phim tài liệu |
| 1996 | Ghosts of Mississippi                                   | Bobby DeLaughter                 |               |
| 1997 | The Edge                                                | Robert Green                     |               |
| 1998 | Thick as Thieves                                        | Mackin, The Thief                |               |
| 1998 | Mercury Rising                                          | Lt. Col. Nicholas Kudrow         |               |
| 1999 | The Confession                                          | Roy Bleakie                      |               |
| 1999 | Notting Hill                                            | Jeff King                        |               |
| 1999 | Outside Providence                                      | Old Man Dunphy                   |               |
| 1999 | Scout's Honor                                           | Todd Fitter                      | Phim ngắn     |
| 2000 | The Acting Class                                        | Himself                          |               |
| 2000 | Thomas and the Magic Railroad                           | Mr. Conductor                    |               |
| 2000 | State and Main                                          | Bob Barrenger                    |               |
| 2000 | Clerks: The Animated Series                             | Leonardo Leonardo                |               |
| 2001 | Pearl Harbor                                            | Lt. Col. James Doolittle         |               |
| 2001 | Cats & Dogs                                             | Butch                            | Lồng tiếng    |
| 2001 | Final Fantasy: The Spirits Within                       | Capt. Gray Edwards               | Lồng tiếng    |
| 2001 | The Royal Tenenbaums                                    | Narrator                         | Lồng tiếng    |
| 2002 | The Adventures of Pluto Nash                            | M.Z.M.                           |               |
| 2003 | The Cooler                                              | Shelly Kaplow                    |               |
| 2003 | Broadway: The Golden Age, by the Legends Who Were There |                                  |               |
| 2003 | The Cat in the Hat                                      | Lawrence "Larry" Quinn           |               |
| 2003 | Walking with Cavemen                                    | Narrator                         | Phim tài liệu |
| 2003 | Brighter Days                                           | Himself                          | Phim ngắn     |
| 2004 | Along Came Polly                                        | Stan Indursky                    |               |
| 2004 | Double Dare                                             |                                  | Phim tài liệu |
| 2004 | The Last Shot                                           | Joe Devine                       |               |
| 2004 | The Aviator                                             | Juan Trippe                      |               |
| 2004 | The SpongeBob SquarePants Movie                         | Dennis (Plankton's hired hitman) | Lồng tiếng    |
| 2005 | Elizabethtown                                           | Phil DeVoss                      |               |
| 2005 | Fun with Dick and Jane                                  | Jack McCallister                 |               |
| 2006 | Mini's First Time                                       | Martin                           |               |
| 2006 | The Departed                                            | Capt. George Ellerby             |               |
| 2006 | Running with Scissors                                   | Norman Burroughs                 |               |
| 2006 | The Good Shepherd                                       | Sam Murach                       |               |
| 2007 | Suburban Girl                                           | Archie Knox                      |               |
| 2007 | Brooklyn Rules                                          | Caesar Manganaro                 |               |
| 2007 | Shortcut to Happiness                                   | Jabez Stone                      |               |
| 2007 | World in Conflict                                       | Lt. Parker (Voice)               | Video game    |
| 2008 | My Best Friend's Girl                                   | Professor Turner                 |               |
| 2008 | Madagascar: Escape 2 Africa                             | Makunga                          | Lồng tiếng    |
| 2008 | Lymelife                                                | Mickey Bartlett                  |               |
| 2009 | My Sister's Keeper                                      | Campbell Alexander               | Hậu kỳ        |
| 2015 | Nhiệm vụ bất khả thi: Quốc gia bí ẩn                    | Alan Hunley                      |               |

## Các giải thưởng
| Năm  | Giải                                        | Hạng mục                                                                | Phim hoặc series                          |
| ---- | ------------------------------------------- | ----------------------------------------------------------------------- | ----------------------------------------- |
| 1985 | Soap Opera Digest Awards                    | Outstanding New Actor in a Prime Time Serial                            | Knots Landing                             |
| 1992 | Valladolid International Film Festival      | Best Actor                                                              | Glengarry Glen Ross (nhận cùng đoàn phim) |
| 2000 | Cinequest San Jose Film Festival            | Maverick Tribute Award                                                  | -                                         |
| 2000 | National Board of Review of Motion Pictures | Best Acting by an Ensemble                                              | State and Main (nhận cùng đoàn phim)      |
| 2003 | National Board of Review of Motion Pictures | Best Supporting Actor                                                   | The Cooler                                |
| 2006 | National Board of Review of Motion Pictures | Best Ensemble                                                           | The Departed (nhận cùng đoàn phim)        |
| 2001 | Gemini Award                                | Best Dramatic Mini-Series                                               | Nuremberg                                 |
| 2001 | Florida Film Critics Circle Awards          | Best Ensemble Cast                                                      | State and Main (nhận cùng đoàn phim)      |
| 2001 | Online Film Critics Society Awards          | Best Ensemble                                                           | State and Main (nhận cùng đoàn phim)      |
| 2004 | Dallas-Fort Worth Film Critics Association  | Best Supporting Actor                                                   | The Cooler                                |
| 2004 | Phoenix Film Critics Society Awards         | Best Performance by an Actor in a Supporting Role                       | The Cooler                                |
| 2004 | Vancouver Film Critics Circle               | Best Supporting Actor                                                   | The Cooler                                |
| 2005 | Hamptons International Film Festival        | Golden Starfish Award for Career Achievement                            | -                                         |
| 2007 | Golden Globe Award                          | Best Performance by an Actor in a Television Series - Musical or Comedy | 30 Rock                                   |
| 2007 | Television Critics Association Awards       | Individual Achievement in Comedy                                        | 30 Rock                                   |
| 2007 | Screen Actors Guild Awards                  | Outstanding Performance by a Male Actor in a Comedy Series              | 30 Rock                                   |
| 2008 | Screen Actors Guild Awards                  | Outstanding Performance by a Male Actor in a Comedy Series              | 30 Rock                                   |
| 2008 | Emmy Award                                  | Outstanding Lead Actor in a Comedy Series                               | 30 Rock                                   |